# 满归镇
满归镇地处于中国大兴安岭北部西坡，北纬 52° 2'12.12"，东经122° 3'13.06"。隶属于内蒙古自治区呼伦贝尔根河市，是内蒙古自治区商品林生产基地之一,满归镇也是根河市境内最北的城镇。满归镇距离中国最北的城市漠河县仅160公里。

## 自然环境
满归镇位于寒温带原始林区，春季和秋季气候凉爽，每年的无霜期在70天左右，极端气温-50°С，全年210天以上处于结冻期。因位于高纬度地区，所以夏季白天持续时间较长，冬季白天时间持续较短，夏至时会出现极昼现象。因夏季干燥，满归镇经常发生森林火灾。2008年4月，满归镇曾发生一起备受观注的火灾。

## 人口构成
满归镇以汉族人为主，另有蒙古族、鄂温克族、俄罗斯族、回族等少数民族。

## 经济结构
满归镇主要的经济收入来自于林业产品加工，包括采伐、板业等相关产业。自2000年起由于中国实行天然林资源保护工程导致整体经济结构发生变化，相关产业陷入困境。